# Mr. Lif
Mr. Lif, pseudonimo di Jeffrey Haynes (Boston, 11 dicembre 1977), è un artista statunitense hip hop.
Spesso noto per i suoi testi politici, ha pubblicato due album in studio con Definitive Jux e uno con Bloodbot Tactical Enterprises. Mr. Lif è anche un membro del gruppo hip hop The Perceptionists, fondato con gli amici di lunga data e collaboratori Akrobatik e DJ Fakts One.

## Primi anni
Mr. Lif è cresciuto nel quartiere di Brighton in Boston, Massachusetts. Dopo aver frequentato la scuola privata Noble e Greenough Scuola, si è iscritto alla Colgate University per due anni, ma alla fine ha abbandonato gli studi. È diventato un artista nel 1994. Ascendenza famigliare di Mr. Lif è Bajan.
Haynes ha adottato lo pseudonimo "Mr. Lif" dopo aver ingerito funghi allucinogeni  ad un concerto dei Phish durante il suo primo anno al Colgate University nel 1994. Ha immaginato un personaggio immaginario chiamato The Man Liftedly.

## Carriera
Influenzato da MCs leggendari come Chuck D, KRS-One, Rakim e Guru, Mr. Lif iniziò pubblicare singoli verso la fine degli anni '90, quando party rap e gangsta rap furono gli stili dominanti della musica hip hop, ma il taglio delle liriche di Mr. Lif è politico e sociale. Mr. Lif ha pubblicato il suo primo singolo, Elektro, nel 1998, attirando l'attenzione delle etichette Grand Royal e Definitive Jux. Lavorando a stretto contatto con il produttore El-P, Lif ha distribuito una serie di singoli acclamati dalla critica ed EP, a partire da Enters the Colossus nel 2000. Nel 2000 e nel 2001 ha vinto il  Kahlua Boston Music Awards come miglior Outstanding Rap/Hip Hop Act. Il tour lo tenne impegnato l'anno seguente, ma ha trovato il tempo per commercializzare il singolo Cro-Magnon e un CD live. Il suo brano "Pull Out Your Cut" è presente nella colonna sonora del videogioco ESPN ESPN NFL 2K5.
Nel 2002, Mr. Lif ha pubblicato The Emergency Rations EP, con le collaborazioni di Edan e Akrobatik Nel 2005 collabora nuovamente con Akrobatik, quando la coppia si è unita al produttore DJ Fakts One per formare The Perceptionists, che ha pubblicato Black Dialogs. Un anno dopo, è tornato con Mo 'Mega , con otto produzioni di El-P e le collaborazioni di Murs, Aesop Rock e Blueprint.
I Heard It Today è stato pubblicato nel 2009. Mr Lif intende I Heard It Today come uno strumento per affrontare varie questioni politiche che interessano la gente di tutto il mondo. I Heard It Today è il terzo album in studio di Mr. Lif. L'album è stato pubblicato il 21 aprile 2009 sulla propria etichetta Bloodbot tattici Aziende. Mr. Lif ha dichiarato che l'album è "dedicato a catturare l'impulso di questo periodo tumultuoso che stiamo vivendo."

## 2001 Boston Music Awards
I Boston Music Awards 2001 si sono svolti presso il Teatro Orpheum il giovedì 19 aprile, la serata è stata presentata dal VJ di MTV Dave Holmes Mr. Lif ha vinto nelle categorie Outstanding Rap/Hip-Hop Act and Outstanding Rap/Hip-Hop Album (Enters the Colossus)

## The Perceptionists
The Perceptionists sono un gruppo rap composto da rapper Akrobatik (Jared Bridgeman) e Mr. Lif (Jeffrey Haynes) e DJ Fakts One (Jason Goler), con sede a Boston. Amici da sempre, il trio ha iniziato a lavorare insieme su un programma radiofonico del college alla fine degli anni '90, adottando formalmente il nome dei Perceptionists nel 2000. Nel 2004 escono con un mixtape chiamato The Razor, che anticipa il loro primo album ufficiale, Black Dialogs, pubblicato ad inizio 2005. Tutti e tre i membri hanno carriere soliste esemplari.

## Discografia

### Albums
- I Phantom (Definitive Jux, 2002)
- Mo' Mega (Definitive Jux, 2006)
- I Heard It Today (Bloodbot Tactical Enterprises, 2009)

### EPs
- Enters the Colossus (Definitive Jux, 2000)
- Emergency Rations (Definitive Jux, 2002)

## Collaborazioni
| Anno | Titolo                                          | Artista              | Album                     |
| ---- | ----------------------------------------------- | -------------------- | ------------------------- |
| 2000 | "Speech Cobras"                                 | Jedi Mind Tricks     | Violent By Design         |
| 2001 | "Operating Correctly"                           | 7L & Esoteric        | The Soul Purpose          |
| 2002 | "Blood"                                         | El-P                 | Fantastic Damage          |
| 2002 | "Rapperfection"                                 | Edan                 | Primitive Plus            |
| 2003 | "Wreck Dem"                                     | Akrobatik            | Balance                   |
| 2003 | "11:35"                                         | Aesop Rock           | Bazooka Tooth             |
| 2003 | "Blue on Blue"                                  | Dave Clarke          | Devil's Advocate          |
| 2003 | "360 Degrees"                                   | Push Button Objects  | Ghetto Blaster            |
| 2003 | "The Show Starter (Walkman Remix)"              | DJ Fakts One         | "Grown Folks" 12"         |
| 2003 | "Huevos With Jeff and Rani"                     | Prefuse 73           | One Word Extinguisher     |
| 2003 | "Pull Out Your Cut (Remix)" "Pull Out Your Cut" | DJ Hype*             | "Ubiquitous" 12"          |
| 2003 | "That One Song With Lif"                        | El-P                 | Weareallgoingtoburninhell |
| 2004 | "Nosferatu"                                     | DJ Krush             | Jaku                      |
| 2005 | "Making Planets"                                | Edan                 | Beauty and the Beat       |
| 2006 | "Storm"                                         | Cut Chemist          | The Audience's Listening  |
| 2008 | "Beast Mode"                                    | Akrobatik            | Absolute Value            |
| 2011 | "Culture of Fear"                               | Thievery Corporation | Culture of Fear           |

## Videoclip
| Anno | Titolo                          | Regista          |
| ---- | ------------------------------- | ---------------- |
| 2001 | "Because They Made It That Way" | Ethan Lader      |
| 2002 | "Live from the Plantation"      | Ian Levasseur    |
| 2002 | "Return of the B-Boy"           | Plates Animation |
| 2006 | "Brothaz"                       | Andrew Gura      |
| 2009 | "The Sun"                       | Luis Servera     |